# Katzelmacher
Katzelmacher is een West-Duitse dramafilm uit 1969 onder regie van Rainer Werner Fassbinder. De film won diverse filmprijzen, waaronder de Preis der deutschen Filmkritik.

## Verhaal
De Griekse gastarbeider Jorgos ondervindt racisme en discriminatie in West-Duitsland. Wanneer hij uitgaat met een Duitse vrouw, wordt hij ook nog gemolesteerd. Zijn haat tegenover de fascisten evolueert langzaamaan naar gewelddadigheid.

## Rolverdeling
| Acteur                   | Personage               |
| ------------------------ | ----------------------- |
| Hanna Schygulla          | Marie                   |
| Lilith Ungerer           | Helga                   |
| Rudolf Waldemar Brem     | Paul                    |
| Elga Sorbas              | Rosy                    |
| Doris Mattes             | Gunda                   |
| Irm Hermann              | Elisabeth               |
| Peter Moland             | Peter                   |
| Hans Hirschmüller        | Erich                   |
| Harry Baer               | Franz                   |
| Hannes Gromball          | Klaus                   |
| Katrin Schaake           | Vrouw in het restaurant |
| Rainer Werner Fassbinder | Jorgos                  |